# Sporobolus collettii
Sporobolus collettii là một loài thực vật có hoa trong họ Hòa thảo. Loài này được (Hook.f.) Bor miêu tả khoa học đầu tiên năm 1954.